# Edward Kelley
Edward Kelley (také známý pod jmény Edward Kelly nebo Edward Talbot, 1. srpna 1555 Worcester, Anglie – 1. listopadu 1597 Most, Čechy ) byl původem snad Angličan či Ir, český rytíř s přídomkem z Imany, alchymista , paracelsián a mág žijící a pracující část svého života na dvoře císaře Rudolfa II. v Praze a Viléma z Rožmberka v Třeboni. Obvykle bývá hodnocen jako schopný podnikatel, okultista, laskavý otec, převratný vědec ale i jako bezohledný dobrodruh a podvodník. Přímých faktů o jeho životě není mnoho, a tak vznikl obrovský prostor pro fabulace, nesourodé informace a někdy přímo výmysly.
Nejvíce zpráv máme z doby strávené u učence a alchymisty Johna Dee, který si vedl podrobné deníky a pro kterého sloužil jako médium a společník. Kromě proklamované schopnosti vidět duchy nebo anděly v Deeově zobrazovacím kameni (křišťálová koule) nebo Deeově zrcadle (obsidiánové zrcadlo aztéckého boha Tezcalipoca) také tvrdil, že umí vyrobit kámen mudrců a zná tajemství přeměny obecných kovů na zlato. Tento postup nazývaný transmutace živí dodnes všechny legendy o siru Edwardu Kelleym jako o podvodníkovi. Pravdou ovšem je, že o Kellyho vědomosti měli zájem i jeho přátelé jako významný alchymista a lékař Oswald Croll či věhlasný Michal Sendivoj, ten dokonce prováděl úspěšné transmutace po Kelleyho smrti. Sendivoj se znal s Kelleym a jeho rodinou už mnohem dříve a po jeho smrti odkoupil za velkou sumu i některé Kelleyho nemovitosti (možná i s mnohými tajemstvími). Je považován za jednoho z největších alchymistu a alchymistických autorů. Z jeho děl vycházel ve svých vědeckých postupech i sir Isaac Newton a tak, i když prováděl transmutace jako Kelley, nikdo se doposud ani neodvážil jej označit za šarlatána.
Kelley fascinoval své okolí již na první pohled černokněžnickým zjevem. Byl charismatický, měl řídký plnovous, dřevěnou protézu (lehce napadal na nohu) a dlouhé vlasy, které prý smyšleně zakrývaly chybějící uši. O ty měl přijít v rodné Anglii, když se údajně dopustil podvodu s listinami v kanceláři notáře, u kterého pracoval jako pomocník. Neexistují však žádné důkazy, že k tomuto aktu opravdu došlo. Jednalo se totiž nejspíše o vrozenou vadu ušních boltců a to nejspíše jen jednoho z nich.
Legendy o něm začaly kolovat především v dobách jeho úspěchu na dvoře císaře a i krátce po jeho smrti. K jeho proslulosti vedly především vztahy s Johnem Dee, Vilémem z Rožmberka a císařem Rudolfem II. Přispěly k tomu také jeho alchymistické dovednosti a tvrzení Johna Dee, že má schopnost skrze něj komunikovat s anděly. Oba mágové vycházeli z poznatků renesančních novoplatonických hermetiků jakými byli Paracelsus z Hohenheimu či Agrippa z Nettesheimu. Společně se stali autory nového typu magie tzv. Enochiány.

## Život

### Kariéra

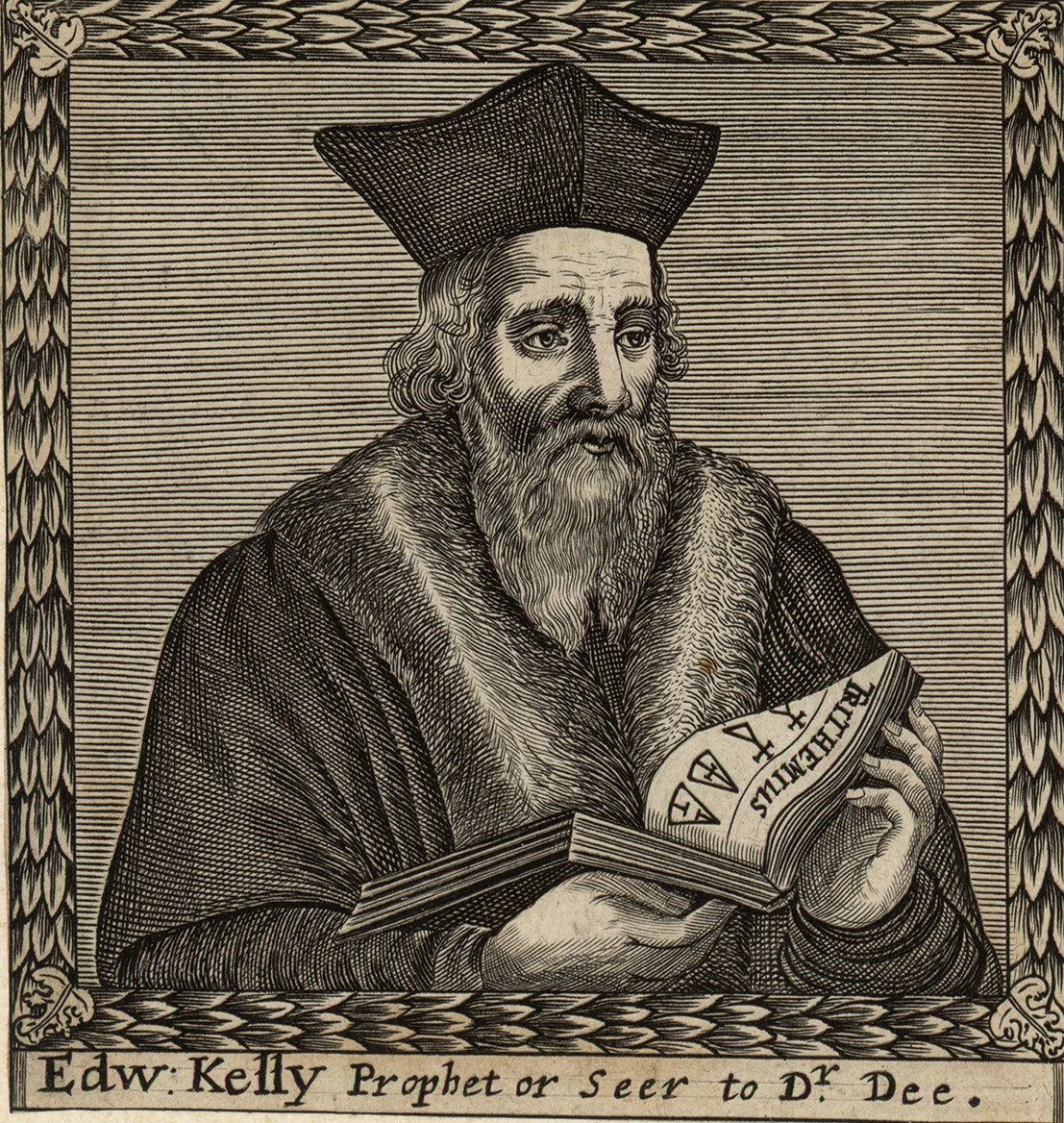
Edward Kelley

Edward Kelley se narodil 1. srpna 1555 ve Worcesteru v Anglii. Roku 1573 se měl údajně zapsal ke studiu na univerzitě v Oxfordu. Studia údajně nedokončil, ale rád se chlubil svým vzděláním a po celý život užíval údajně neoprávněně univerzitní tituly. Následně se vyučil lékárníkem u Anthonyho Graye a tyto znalosti mu pomáhaly při jeho pozdější alchymistické práci. Traduje se, že pracoval v advokátní kanceláři, kde se dopustil podvodu, za což měl být potrestán uříznutím obou uší nebo že padělal mince či, že se věnoval aktivně nekromancii, ale pravděpodobně jde jen o mýty. Jisté je, že ovládal velmi dobře latinu a neustále se vzdělával. Pohyboval se mezi největšími učenci své doby a ti by se nenechali ošálit lacinými triky.
V roce 1582 vstoupil pod jménem Edward Talbot (později Kelley) do služeb známého vzdělance, přírodovědce, geografa, astrologa, alchymisty, mága a mystika Johna Dee. Dee z něj učinil svého společníka a médium pro své seance. V únoru 1584 odcestoval Dee s celou svou rodinou a také Kelley s jeho rodinou do Polska, kde pobývali na účet polského magnáta a alchymisty Alberta Laského v Krakově.

### První pobyt v Praze

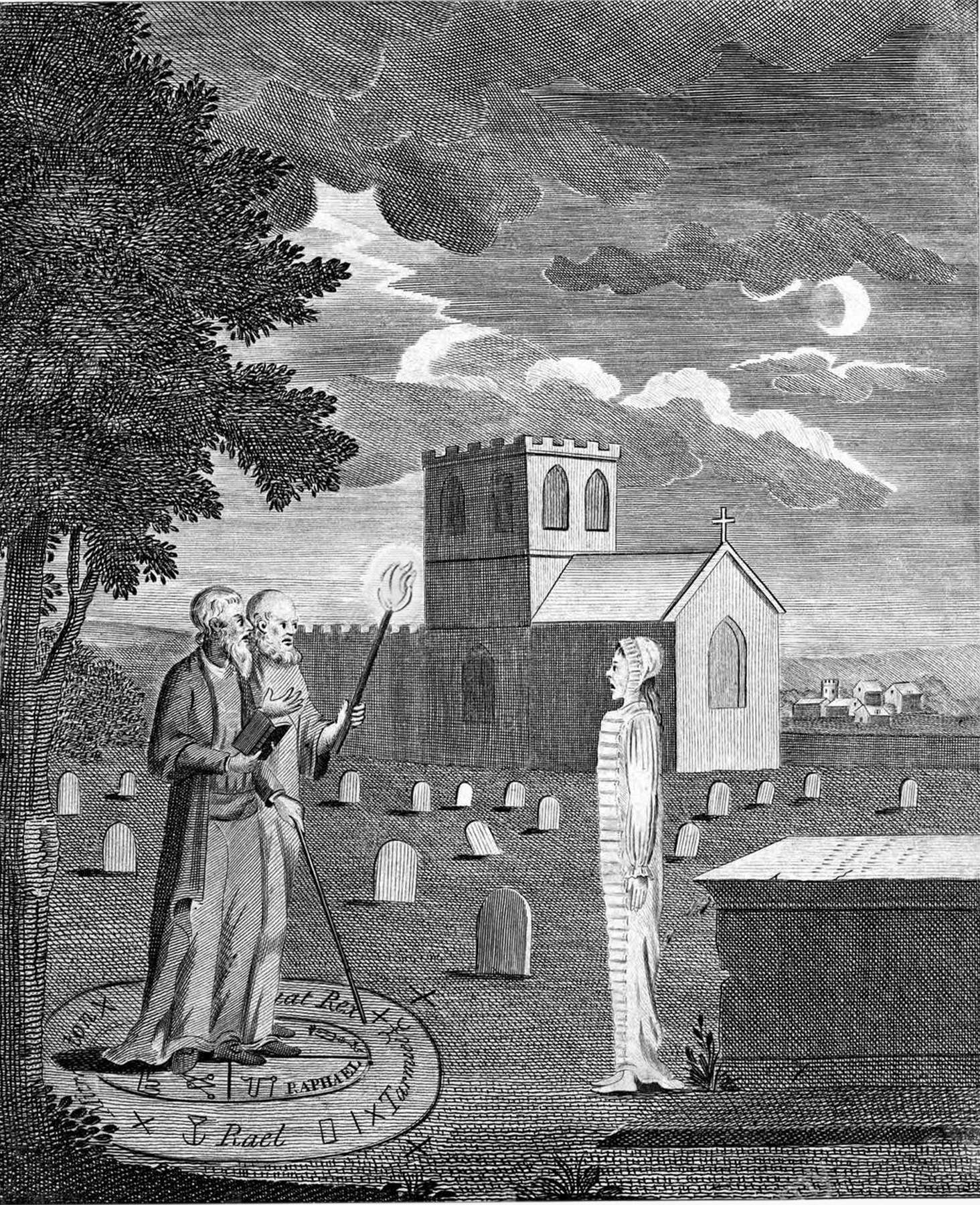
Paul Waring a Edward Kelley vyvolávají mrtvé - jedna ze smyšlených fikcí 19. století

Po pobytu v Krakově se vydali do Prahy, kam dorazili 9. srpna 1584. Zde je uvítal věhlasný přírodovědec a císařův osobní lékař Tadeáš Hájek z Hájku, který je ubytoval ve svém domě. Na jeho přímluvu získal John Dee audienci u císaře Rudolfa II. John Dee ale císaře nijak nezaujal a tato první audience byla také poslední.
John Dee a Edward Kelley byli také snad v podezření, že jsou tajnými agenty anglické královny Alžběty I. a mají za úkol vetřít se do přízně Rudolfa II., který byl znám svou slabostí pro alchymii a magii. Je možné, že císař snad přijal věhlasného Johna Dee tak chladně proto, že byl před ním někým varován. Nedlouho po audienci u císaře byl John Dee společně s Edwardem Kelley pod tlakem papežského nuncia pro podezření z okultismu a tak uprchli z Čech do Saska.

### Pobyt v Třeboni
O pár měsíců později se tajně vrátili a usadili se na pozvání u dvora jihočeského velmože Viléma z Rožmberka v Třeboni, což velmi rozezlilo císaře. Edward Kelley zde zdokonaloval své alchymistické znalosti. Brzy si získal přízeň svého hostitele, kterého údajně vyléčil z těžké nemoci. Jisté ovšem je, že se velmi vzdělaný Vilém z Rožmberka stal až do konce svého života Kelleyho bezmezným zastáncem a podporovatelem. Sláva Kelleyho se začala rychle šířit mezi českou šlechtou a donesla se i k Rudolfu II., který se osobně sešel s Vilémem z Rožmberka a došlo mezi nimi ke smíru. Kelley od té doby žil střídavě v Praze a v Třeboni ve službách obou pánů. Jeho první pokus uskutečněný před císařem dopadl skvěle, neboť pomocí své speciální rtuti prý dokázal proměnit libovolný kov v čisté zlato. V držení Johna Dee bylo i „černé, kouřové nebo zemní zrcadlo“, s jehož pomocí prý mohl odposlouchávat cizí hovory a vidět na dálku, jak o tomto leštěném kusu obsidiánu prohlašovali již američtí indiáni.

### Druhý pobyt v Praze
Nakonec se Edward Kelley natrvalo usadil v Praze. Naopak doktor John Dee se v roce 1589 vrátil zpět do Anglie, kde roku 1608 zemřel v chudobě a zapomnění. Kelley zatím obratně rozmnožoval svůj majetek v hlavním městě království a dokonce získal od císaře rytířský titul. Byl přijat do české stavovské obce (obdržel Inkolát) a od svého největšího podporovatele Viléma z Rožmberka obdržel panství Nová Libeř s několika vesnicemi a dvory. Ke svému jménu připojil rytířský přídomek „z Imany“ a stal se císařským radou. V roce 1590 už vlastnil i Faustův dům, tvrz Včelní Hrádek a několik domů v Praze a Jílovém, kde úspěšně podnikal s mlýnem a pivovarem. Jílové bylo nedaleko panství Nová Libeř a Kelleyho snad lákali i proslulé zlaté jílovské doly.

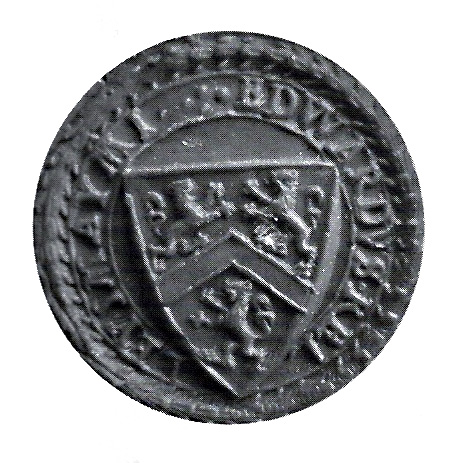
Jediný dochovaný erb rytířů Kelleyů z Imany

### Manželství
Životní osud ho spojil s krajankou a vdovou Johanou Westonovou, vdovou z Chipping Nortnonu. Byla to údajně láska na první pohled, svatba se konala po měsíční známosti. Paní Westonová se svou dcerou Alžbětou Johanou Westonií a synem Francisem již jako Kelleyová následovala svého manžela z Anglie po celou dobu. Kelley byl laskavý a svědomitý otec, který oběma dětem zajistil perfektní vzdělání. Důkazem je, že se z Westonie posléze stala první česká básnířka s perfektní znalostí latiny, jenž obdivovala řada českých učenců i sám císař. Francis (+1600) dostal nejdříve možnost vzdělávat se na pražské jezuitské koleji a posléze odcestoval na studia do Ingolstadtu, kde ovšem předčasně zemřel. Kelleyovi bydleli na jižní straně Dobytčího trhu (dnešní Karlovo náměstí) v tak zvaném Faustově domě (Mladotovský palác), který zahrnoval perfektně vybavenou laboratoř. Majitelem budovy je dnes hlavní město Praha. Po čase rodina několikráte přesídlila. V době pobytu v jižních Čechách se k rodině připojil i bratr Thomas Kelley, který se zde seznámil s dcerou vysoce postaveného rožmberského správce bechyňského hejtmana Jana Lažického z Písnice urozenou Ludmilou (Lidmilou) Lažickou z Písnice, kterou pojal za ženu. A díky příbuzenským svazkům se tak rodina Kelleyů dostala do těsného vztahu s Jindřichem Domináčkem z Písnice a tím získala dalšího mocného podporovatele, kterého se coby sirotka ujal již zmiňovaný Jan Lažický z Písnice..
Se svou ženou údajně vlastní děti neměli, i když je více než pravděpodobné, že měli syna Jana Adama, který byl buď opravdu syn nebo přinejmenším Kelleyho synovec.

### Vězení a smrt v Mostě

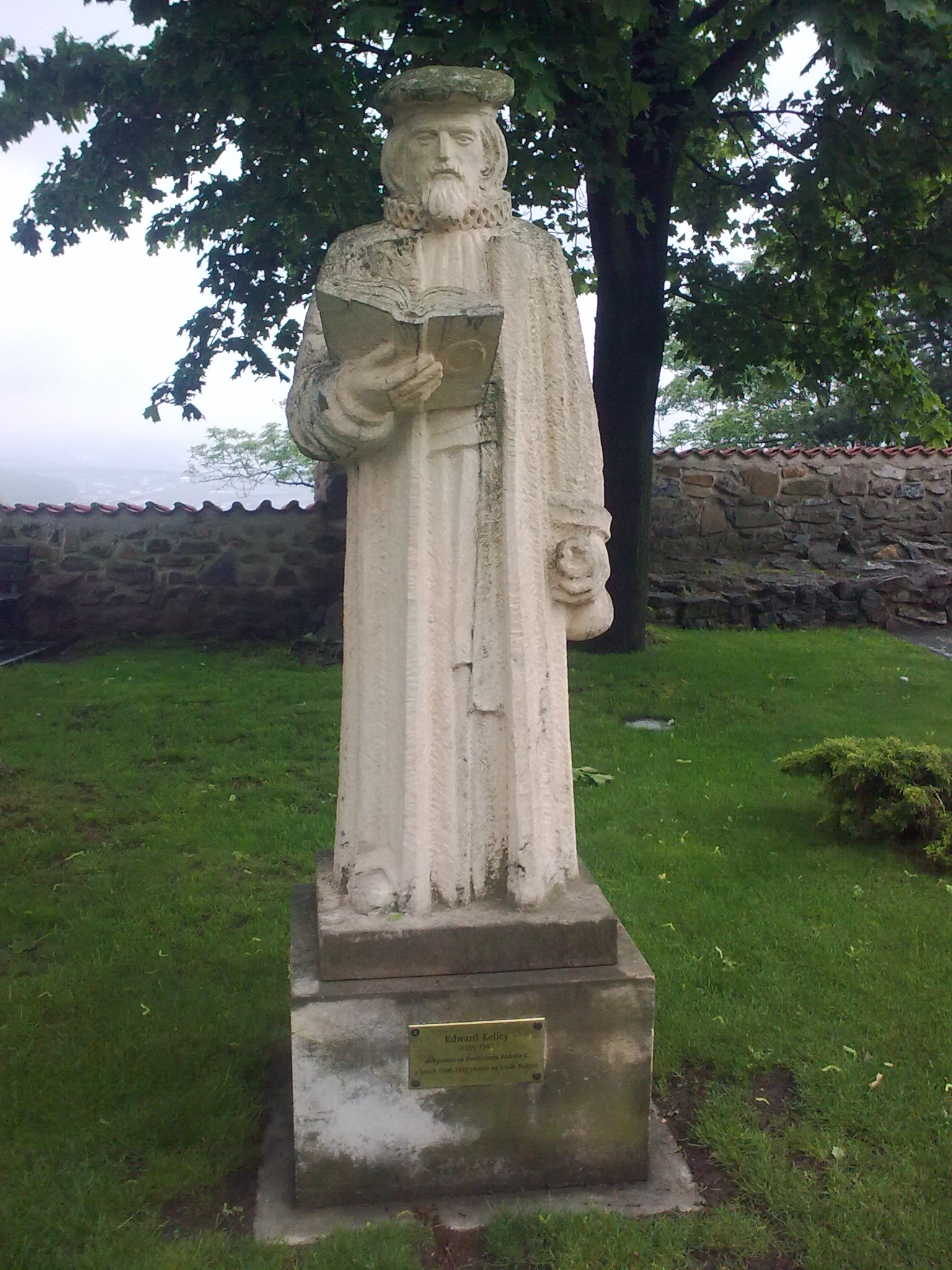
Socha Edwarda Kelleyho na hradě Hněvín v Mostě

Oblíbenost Edwarda Kelleyho u císařského dvora však začala postupně upadat. Osudným se mu stal rok 1592, kdy císaři snad docházela trpělivost a tak se Kelley raději pokusil spěšně odjet k Vilému z Rožmberka, aby unikl. Během cesty byl však zatčen v Soběslavi a uvězněn na hradě Křivoklát. Po smrti Viléma ztrácí Kelley svého nejmocnějšího mecenáše, který dokázal změnit i císařova rozhodnutí. Kelley na hradě nadále vykonával alchymistickou praxi. Po čase byl Kelley propuštěn, ale po pobytu na svobodě od října 1593 do listopadu 1596, byl znovu zatčen pro narůstající dluhy. Tentokrát bylo rozhodnuto, že bude uvězněn na hradě Hněvín v Mostě, což bylo tehdejší vězení pro dlužníky.
Jeho manželka s dcerou se usadila také v Mostě či okolí, aby byla manželovi nablízku. Neví se přesně kde pobývaly, ale snad jim poskytl pomoc některý z měšťanů nebo někdo z Písniců či další jejich přítel Jiří Barthold Pontánus z Breitenberka. Pomáhali jim jejich přátelé a příbuzní jako Kelleyho bratr Thomas či Jindřich Domináček z Písnice. Kelleymu byl umožněn pohyb po celém hradě a měl možnost konat pokusy. Věnoval se vědecké činnosti a psal. Navštěvovali ho zde i známí jako Osvwald Croll, snad z něho chtěli vymámit ty nejcennější znalosti, snad tajně jednali ve jméně císaře o propuštění. Rodina se mezi tím snažila získávat podporu k jeho propuštění. V létě roku 1597 zde dokončil své dílo „Tractus de lapide philosophorum“ (Pojednání o kameni mudrců), které věnoval císaři. Ten ho však z vězení nepropustil.
Kelley se proto rozhodl, že uteče. Použil údajně provaz, který mu přinesla jeho žena při jedné z návštěv. V noci spustil provaz z věže do hradního příkopu, kde na něho údajně čekala jeho žena a bratr s koňmi pro útěk do Saska. Provaz byl však nekvalitní a přetrhl se, Kelley spadl do příkopu, zlomil si zdravou nohu a byl dopaden. Hradní hejtman Baltazar ze Sebnice okamžitě vyslal na císařský dvůr posla, aby informoval císaře o nezdařeném Kelleyho útěku. Císař se nad Kelleym slitoval a hodlal jej propustit.
Kelley ve vězení trpěl velkými bolestmi a rozhodl se vypít smrtící tekutinu, kterou si sám připravil. Podle legendy už nechtěl takto zmrzačený dále žít, zavolal si tedy manželku a dceru, k manželce promluvil cosi anglicky k dceři pak krátce latinsky načež pozřel jed. Skonal 1. listopadu 1597 ve věku 42 let. Není dosud známo, kde se nachází jeho hrob. V městě Most na kopci Hněvín, kde se nachází Mostecký hrad je jeho pomník a každoročně se zde na jeho počest pořádají slavnosti.